# Teixidor negre
El teixidor negre o teixidor de Vieillot (Ploceus nigerrimus) és una espècie d'ocell de la família dels plocèids (Ploceidae).

## Hàbitat i distribució
Habita boscos de l'Àfrica central i Occidental.

## Taxonomia
Alguns autors han considerat que la subespècie pròpia de l'Àfrica Occidental és en realitat una espècie de ple dret:
- Ploceus castaneofuscus Lesson, R, 1840 - teixidor negre-i-castany.[4]